# بيت يافا (إربد)
بيت يافا قرية أردنية في محافظة اربد، تقع على ارتفاع 700 متر عن سطح البحر وعلى بعد 15 كم من مدينة إربد، وتشرف المنطقة على سهل حوران من الشمال ومن الشمال الغربي تشرف على مرتفعات لبنان وخصوصا جبل الشيخ وجزء من فلسطين، ومن الجنوب تشرف على منطقة المزار الشمالي وغور الأردن من الغرب، كما تطل على مدن شمال فلسطين مثل حيفا والناصرة. يتجاوز عدد سكان بيت يافا 10000 نسمة - حسب إحصاء 2006.
بلدية بيت يافا من أعمال بلدية إربد وتعتبر نقطة الوصل بين لوائي الطيبة والكورة ومركز المدينة في إربد وذلك بشارع سريع يطالب أهالي مدينة بيت يافا بإخراجه إلى حدودها الخارجية درءا لمخاطره.
وتعتبر البلدة منطقة سياحية ذات إطلالة خضراء في الربيع وطقس معتدل يدعو الكثيرين للتنزه في مناطقها خاصة المناطق المحاذية لطريق البترول، وفيها أسواق تجارية ومحلات خلوي وخدمات إنترنت. تشتهر بيت يافا بالزراعة يقع في واديها مشتل ضخم يعرف بوادي دلبان يعتبر أشهر منطقة في الأردن تنبت فيه الشومر، وتشتهر بزراعة الزيتون واللوزيات كما يزرع فيها القثاء والشمام والبندورة على نطاق ضيق. ويحيط بالبلدة الأحراش أهمها حرش قبر دينار وحرش برصينيا.ومن أشهر المحلات التجارية واحة بيت يافا أيضا من أشهر النشاطات التي قامت بها بيت يافا إنشاء جمعية لذوي الاحتياجات الخاصة باعتماد من المجلس الأعلى لشؤون الأشخاص المعوقين.